# Lycophotia suffusa
Lycophotia suffusa là một loài bướm đêm trong họ Noctuidae.